# Amata curtiplaga
Amata curtiplaga là một loài bướm đêm thuộc phân họ Arctiinae, họ Erebidae.